# Ann-Margret
Ann-Margret (eredeti neve: Ann-Margret Olsson) (Stockholm, 1941. április 28. –) Primetime Emmy- és többszörös Golden Globe-díjas amerikai színésznő, énekesnő, táncművész.

## Élete és pályafutása
Egyetemi tanulmányait a Northwestern Egyetemen végezte el.
1946-ban családjával kivándorolt az Amerikai Egyesült Államokba. 1957-ben lépett fel először Kansas Cityben, a Northwestern Egyetem zenekarával turnézott. 1960-ban The Suttletemes néven zenekart alapított, majd Las Vegasba szerződött, a Jack Benny című televíziós műsorhoz. 1961 óta játszik filmekben. Első filmje az Egy maroknyi csoda volt, amelyben Bette Davisszel szerepelt. 1963-ban a Bye Bye Birdie című musicalben tűnt fel. 1965-ben főszerepet játszott A Cincinnati kölyök című filmben, Steve McQueen oldalán.
1972. szeptember 10-én vasárnap előadás közben 22 láb (6,7 m) magasról esett le a színpadra, eltörve a bal karját, arccsontját és állkapcsát. Archelyreállító műtéten esett át, és 10 hétig nem dolgozhatott. 1975-ben Oscar-díjra jelölték a Tommy című filmben nyújtott alakításáért. 1978-ban A mágus című horrorfilmben Anthony Hopkins partnere volt.
1982-ben Walter Matthau-val szerepelt együtt az I Ought to Be in Pictures című filmben. Ugyanebben az évben Angelina Jolie partnere volt a Ketten a pácban című komédiában. Szintén 1982-ben kapott szerepet Alan Bates, Glenda Jackson és Julie Christie mellett A katona hazatér című drámában. Feltűnt a Szeressétek a gyermekeimet! (1983), valamint a Vágy villamosa (1984) tévéfilmekben.
1992-ben Robert Duvall-lal és Christian Bale-lel a Rikkancsok szereplője volt. Egy évvel később ismét Matthau-val, illetve Jack Lemmonnal került össze A szomszéd nője mindig zöldebb című filmben. 1994-ben megírta önéletrajzi művét. Ő is szerepet kapott Oliver Stone 1999-es Minden héten háború című sportfilmjében.
A 2000-es években olyan sorozatokban volt vendégszereplő, mint az Angyali érintés (2000) és a Harmadik műszak (2003). 2004-ben az Amerikai taxi című filmben Jimmy Fallon anyját alakította. Két évvel később Jennifer Aniston és Vince Vaughn mellett játszott a Szakíts, ha bírsz című romantikus vígjátékban.

## Magánélete
1967-ben házasságot kötött Roger Smith színésszel, mely Smith 2017-ben bekövetkezett haláláig tartott.

## Filmográfia

### Film
| Év   | Magyar cím                            | Eredeti cím                           | Szerep                 | Magyar hang        |
| ---- | ------------------------------------- | ------------------------------------- | ---------------------- | ------------------ |
| 1961 | Egy maroknyi csoda                    | Pocketful of Miracles                 | Louise                 |                    |
| 1962 |                                       | State Fair                            | Emily Porter           |                    |
| 1963 |                                       | Bye Bye Birdie                        | Kim McAfee             |                    |
| 1964 | Viva Las Vegas                        | Viva Las Vegas                        | Rusty Martin           | Kiss Virág         |
| 1964 |                                       | Kitten with a Whip                    | Jody Dvorak            |                    |
| 1964 |                                       | The Pleasure Seekers                  | Fran Hobson            |                    |
| 1965 |                                       | Bus Riley's Back in Town              | Laurel                 |                    |
| 1965 | Volt egyszer egy tolvaj               | Once a Thief                          | Kristine Pedak         | Haffner Anikó      |
| 1965 | A Cincinnati kölyök                   | The Cincinnati Kid                    | Melba                  | Kiss Erika         |
| 1966 | Párizsból                             | Made in Paris                         | Maggie Scott           |                    |
| 1966 |                                       | Stagecoach                            | Dallas                 |                    |
| 1966 |                                       | The Swinger                           | Kelly Olsson           |                    |
| 1966 |                                       | Murderers' Row                        | Suzie                  |                    |
| 1967 | A tigris                              | Il tigre                              | Carolina               | Jani Ildikó        |
| 1967 | A tigris                              | Il tigre                              | Carolina               | Györgyi Anna       |
| 1968 | Egy remete Rómában                    | Il profeta                            | Maggie                 | Bánsági Ildikó     |
| 1968 |                                       | 7 uomini e un cervello                | Leticia                |                    |
| 1969 |                                       | Rebus                                 | énekeső                |                    |
| 1970 |                                       | R. P. M.                              | Rhoda                  |                    |
| 1970 |                                       | C.C. and Company                      | Ann McCalley           |                    |
| 1971 | Testi kapcsolatok                     | Carnal Knowledge                      | Bobbie                 | Kiss Erika         |
| 1971 | Testi kapcsolatok                     | Carnal Knowledge                      | Bobbie                 | Spilák Klára       |
| 1972 | Meghalt egy ember (Egy halott ember)  | Un homme est mort                     | Nancy Robson           | Földessy Margit    |
| 1972 | Meghalt egy ember (Egy halott ember)  | Un homme est mort                     | Nancy Robson           | Kiss Erika         |
| 1973 | Vonatrablók                           | The Train Robbers                     | Mrs. Lowe              |                    |
| 1975 |                                       | Tommy                                 | Nora Walker            |                    |
| 1976 |                                       | Folies bourgeoises                    | Charlie Minerva        |                    |
| 1977 | Joseph Andrews                        | Joseph Andrews                        | Lady Booby             |                    |
| 1977 | Zűrzafír, avagy hajsza a kék tapírért | The Last Remake of Beau Geste         | Flavia Geste           | Bencze Ilona       |
| 1978 | Bohókás nyomozás                      | The Cheap Detective                   | Jezebel Dezire         | Orosz Helga        |
| 1978 | A mágus                               | Magic                                 | Peggy Ann Snow         | Dudás Eszter       |
| 1978 | A mágus                               | Magic                                 | Peggy Ann Snow         | Takács Kati        |
| 1979 | Kaktusz Jack                          | The Villain                           | Tündérke Jones         | Juhász Judit       |
| 1979 | Kaktusz Jack                          | The Villain                           | Tündérke Jones         | Götz Anna          |
| 1980 |                                       | Middle Age Crazy                      | Sue Ann Burnett        |                    |
| 1982 | A katona hazatér                      | The Return of the Soldier             | Jenny Baldry           |                    |
| 1982 |                                       | Lookin' to Get Out                    | Patti Warner           |                    |
| 1982 |                                       | I Ought to Be in Pictures             | Steffy Blondell        |                    |
| 1985 | Még egy lehetőség                     | Twice in a Lifetime                   | Audrey Minelli         | Menszátor Magdolna |
| 1986 | Tíz másodperc az élet                 | 52 Pick-Up                            | Barbara Mitchell       | Menszátor Magdolna |
| 1986 | Tíz másodperc az élet                 | 52 Pick-Up                            | Barbara Mitchell       | Kiss Erika         |
| 1987 |                                       | A Tiger's Tale                        | Rose Butts             |                    |
| 1988 | Várom a párom                         | A New Life                            | Jackie Jardino         | Menszátor Magdolna |
| 1992 | Rikkancsok                            | Newsies                               | Medda Larkson          | Kútvölgyi Erzsébet |
| 1993 | A szomszéd nője mindig zöldebb        | Grumpy Old Men                        | Ariel Truax            | Takács Kati        |
| 1995 | Még zöldebb a szomszéd nője           | Grumpier Old Men                      | Ariel Gustafson        | Takács Kati        |
| 1999 | Minden héten háború                   | Any Given Sunday                      | Margaret Pagniacci     | Andai Györgyi      |
| 2000 | Az utolsó producer                    | The Last Producer                     | Mira Wexler            |                    |
| 2001 |                                       | A Woman's a Helluva Thing             | Claire Anders-Blackett |                    |
| 2002 | Úttalan út                            | Interstate 60                         | Mrs. James             | Tóth Judit         |
| 2004 | Amerikai taxi                         | Taxi                                  | Mrs. Washburn          | Pogány Judit       |
| 2005 | Emlékek                               | Memory                                | Carol Hargrave         | Andresz Kati       |
| 2006 |                                       | Tales of the Rat Fink                 | Heartbreaker (hangja)  |                    |
| 2006 | Szakíts, ha bírsz                     | The Break-Up                          | Wendy Meyers           | Andresz Kati       |
| 2006 | Télapu 3. – A szánbitorló             | The Santa Clause 3: The Escape Clause | Sylvia Newman          | Hámori Ildikó      |
| 2009 | Reneszánsz szerelem                   | All's Faire in Love                   | Mrs. Banks             | Kovács Nóra        |
| 2009 | Vén csontok                           | Old Dogs                              | Martha                 |                    |
| 2009 | Gyémánt könnyek                       | The Loss of a Teardrop Diamond        | Cornelia               |                    |
| 2011 | Tetemes összeg                        | Lucky                                 | Pauline Keller         | Takács Kati        |
| 2017 | Vén rókák                             | Going in Style                        | Annie                  | Kiss Mari          |
| 2018 |                                       | Papa                                  | Barbara                |                    |
| 2021 |                                       | Queen Bees                            | Margot                 |                    |

### Televízió
| Év   | Magyar cím                                  | Eredeti cím                       | Szerep                    | Megjegyzések                                            |
| ---- | ------------------------------------------- | --------------------------------- | ------------------------- | ------------------------------------------------------- |
| 1961 |                                             | The Jack Benny Program            | önmaga                    | 1 epizód                                                |
| 1962 |                                             | The Andy Williams Special         | önmaga                    | 1 epizód                                                |
| 1963 | Frédi és Béni, avagy a két kőkorszaki szaki | The Flintstones                   | Ann-Margrock (hangja)     | 1 epizód                                                |
| 1970 |                                             | Here's Lucy                       | Ann-Margret               | 1 epizód                                                |
| 1971 |                                             | Dames at Sea                      | Ruby                      | tévéfilm                                                |
| 1983 | Szeressétek a gyermekeimet!                 | Who Will Love My Children?        | Lucile Fray               | tévéfilm                                                |
| 1984 | A vágy villamosa                            | A Streetcar Named Desire          | Blanche DuBois            | - tévéfilm - magyar hangja: - Kovács Nóra               |
| 1987 |                                             | The Two Mrs. Grenvilles           | Ann Arden Grenville       | minisorozat (2 epizód)                                  |
| 1991 | A mi fiaink                                 | Our Sons                          | Luanne Barnes             | - tévéfilm - magyar hangja: - Menszátor Magdolna        |
| 1993 |                                             | Alex Haley's Queen                | Sally Jackson             | minisorozat (3 epizód)                                  |
| 1994 |                                             | Scarlett                          | Belle Watling             | minisorozat (4 epizód)                                  |
| 1994 | Hallgass a szívedre                         | Following Her Heart               | Ingalill "Lena" Lundquist | tévéfilm                                                |
| 1994 | Senki gyermekei                             | Nobody's Children                 | Carol Stevens             | - tévéfilm - magyar hangja: - Zsurzs Kati               |
| 1996 | A múlt titkai                               | Blue Rodeo                        | Maggie Yearwood           | tévéfilm                                                |
| 1996 | Az őrület vonzalmában                       | Seduced by Madness                | Diane Kay Borchardt       | minisorozat (2 epizód)                                  |
| 1998 | A Pamela Harriman történet                  | Life of the Party                 | Pamela Harriman           | tévéfilm                                                |
| 1998 |                                             | Four Corners                      | Amanda "Maggie" Wyatt     | 5 epizód                                                |
| 1999 | A babaarcú gyilkos                          | Happy Face Murders                | Lorraine Petrovich        | tévéfilm                                                |
| 2000 | Tökéletes gyilkos, tökéletes város          | Perfect Murder, Perfect Town      | Nedra Paugh               | minisorozat                                             |
| 2000 | A tizedik királyság                         | The 10th Kingdom                  | Hamupipőke                | - minisorozat (7 epizód) - magyar hangja: - Takács Kati |
| 2000 | Angyali érintés                             | Touched by an Angel               | Angela                    | 1 epizód                                                |
| 2000 |                                             | Popular                           | Isten                     | 1 epizód                                                |
| 2001 | A szexbomba                                 | Blonde                            | Della Monroe              | - minisorozat (2 epizód) - magyar hangja: - Borbás Gabi |
| 2003 | Harmadik műszak                             | Third Watch                       | Barbara Halsted bírónő    | 3 epizód                                                |
| 2004 | A bizalom háza                              | A Place Called Home               | Tula Jeeters              | tévéfilm                                                |
| 2010 | Esküdt ellenségek: Különleges ügyosztály    | Law & Order: Special Victims Unit | Rita Wills                | 1 epizód                                                |
| 2010 | Katonafeleségek                             | Army Wives                        | Edie nagynéni             | 1 epizód                                                |
| 2010 | CSI: A helyszínelők                         | CSI: Crime Scene Investigation    | Margot Wilton             | 1 epizód                                                |
| 2014 | Ray Donovan                                 | Ray Donovan                       | June                      | 2 epizód                                                |
| 2018 | A Kominsky-módszer                          | The Kominsky Method               | Diane                     | 2 epizód                                                |
| 2019 | Vidám                                       | Happy!                            | Bebe DeBarge              | 2 epizód                                                |
| 2022 |                                             | A Holiday Spectacular             | Margret nagymama          | tévéfilm                                                |

## Művei
- Ann-Margret: My Story (Todd Gold-dal, 1994)

## Diszkográfia
- And Here She Is...Ann-Margret (1961)
- On the Way Up (1962)
- The Vivacious One (1962)
- Bachelor's Paradise (1963)
- Beauty and the Beard (1964)
- David Merrick Presents Hits from His Broadway Hits (1964)
- Songs from "The Swinger (And Other Swingin' Songs) (1966)
- The Cowboy and the Lady (1969)
- Ann-Margret (1979)
- God Is Love: The Gospel Sessions (2001)
- Ann-Margret's Christmas Carol Collection (2004)
- Love Rush (reissue of Ann-Margret) (2007)
- Everybody Needs Somebody Sometimes (single, reissue) (2007)
- Ann-Margret's Christmas Carol Collection (2004)
- All's Faire In Love (2008)
- God is Love: The Gospel Sessions 2 (2011)
- Born to Be Wild (2023)

## Fordítás
- Ez a szócikk részben vagy egészben  az   Ann-Margret című angol Wikipédia-szócikk fordításán alapul.  Az eredeti cikk szerkesztőit annak laptörténete sorolja fel. Ez a jelzés csupán a megfogalmazás eredetét és a szerzői jogokat jelzi, nem szolgál a cikkben szereplő információk forrásmegjelöléseként.